# 鴨長明

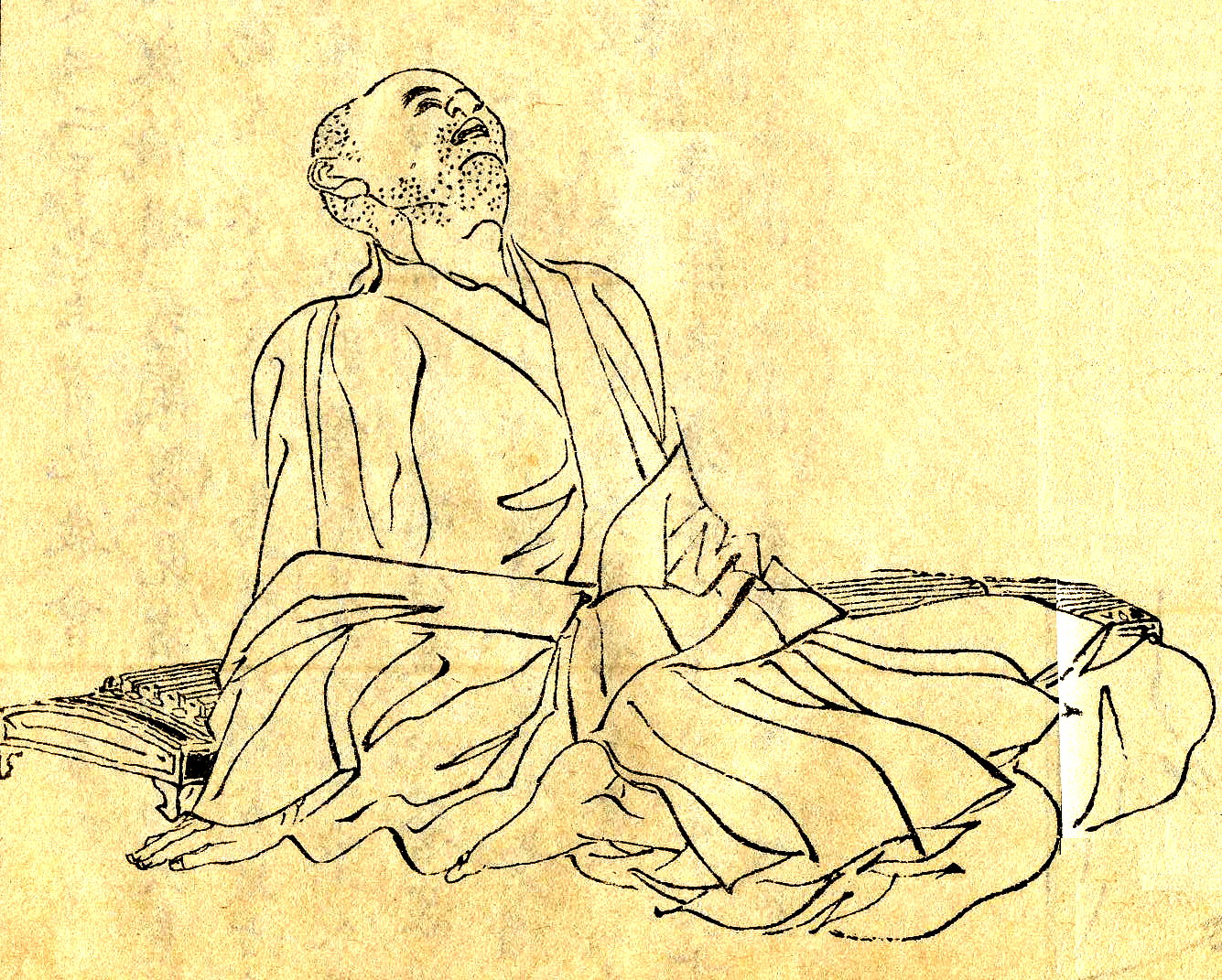
鴨長明

鴨長明（鴨長明，1155年—1216年7月26日），是日本平安時代末期至鎌倉時代初期的作家與詩人，出生於京都。

## 作品
- 《方丈记》
- 《無名抄》